# Lupta de la Topraisar (1916)
Lupta de la Topraisar a fost o acțiune militară de nivel tactic, desfășurată pe Frontul Român, în timpul campaniei din anul 1916 a participării României la Primul Război Mondial. Ea s-a desfășurat în perioada 6/19 octombrie 1916 și a avut ca rezultat victoria forțelor Puterilor Centrale, în ea fiind angajate forțe aliate din Divizia 19 Infanterie și Divizia 1 Voluntari sârbă și forțe ale Puterilor Centrale din Divizia 217 Infanterie germană și  Brigada germană „Bode”. A făcut parte din acțiunile militare care au avut loc în bătălia de pe aliniamentul Rasova-Cobadin-Tuzla.:p. 379

## Comandanți

### Comandanți aliați
- Colonel Constantin Scărișoreanu
- Colonel Stevan Hadžić

### Comandanți ai Puterilor Centrale
- General Kurt von Gallwitz
- Colonel Bode